# Boknafjord
Der Boknafjord (norwegisch: Boknafjorden) ist ein Fjord im norwegischen Fylke Rogaland. Er liegt nördlich von Stavanger und ist der größte Fjord Rogalands.

## Lage

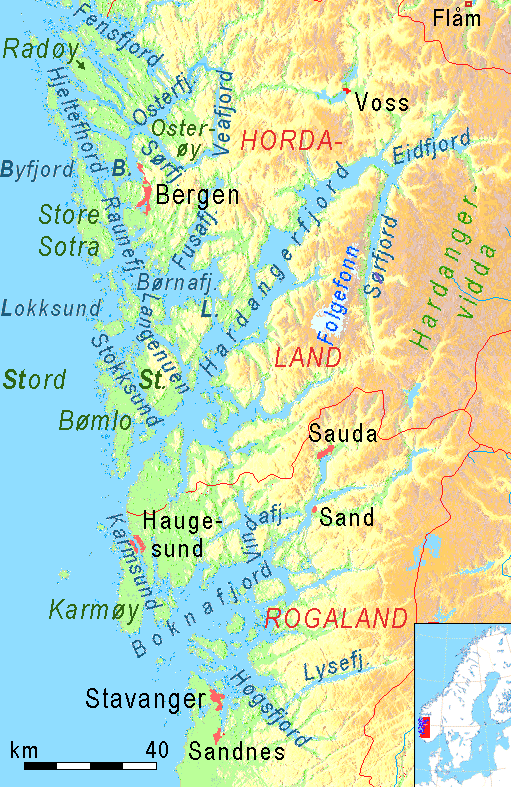
Hardangerfjord und Boknafjord

Der Boknafjord schneidet sich nördlich der westnorwegischen Stadt Stavanger in Richtung Osten in das Land ein. Das Gebiet südlich des Übergangs zwischen dem Fjord und der Nordsee wird zur Landschaft Jæren gerechnet. An der Nordseite liegt die Kommune Karmøy mit der gleichnamige Insel.  Das Innere des Fjords gehört zur Landschaft Ryfylke. Im Inneren des Fjords liegen mehrere Inseln, unter anderem die Inseln Ombo, Rennesøy, Vestre Bokn und Finnøy.
Es gibt mehrere Seitenarme des Fjords, die sich weiter verzweigen. Östlich von Stavanger führen mehrere Fjordarme nach Süden und Südosten, so etwa der Lysefjord und der Høgsfjord. Im Norden zweigt der Vindafjord ab, im Nordosten führen Seitenarme des Sandsfjords bis in die Kommune Sauda.
Als größte Länge des Fjords gilt die Strecke zwischen der Mündung in die Nordsee und der Ortschaft Hylen am Ende des Hylsfjords in der Kommune Suldal. Die Länge wird für die Strecke von dort bis zum Leuchtfeuer Kvitsøy fyr mit 96 Kilometern angegeben. Misst man von der Schäre Svelgjeskjer, die südwestlich der Insel Karmøy liegt, so wird die Länge auf 105 Kilometer angegeben. Nach dieser Messung ist der Boknafjord der zwölftlängste Fjord des norwegischen Hauptlandes.
Angrenzende oder sich im Fjord befindliche Gemeinden sind unter anderem Stavanger, Kvitsøy, Tysvær, Bokn und Karmøy.

## Verkehr
Durch das Gebiet führt die Europastraße 39 (E39), welche in Norwegen von der südnorwegischen Küste bei Kristiansand entlang der Westküste bis nach Trondheim führt. Nördlich von Stavanger verläuft die Straße von der Gemeinde Randaberg im Byfjordtunnel unter dem als Byfjord bekannten Bereich des Boknafjords hindurch auf die Insel Sokn und von dort über Brücken und den Mastrafjordtunnel weiter auf die Rennesøy. Von dort führt eine Fähre auf die Insel Vestre Bokn und weiter über Brücken zurück auf das Festland nördlich des Boknafjords. Im Rahmen des Straßenbauprojekts Rogfast soll ein Straßentunnelsystem die E39 fährenfrei werden.
Eine weitere bedeutende Straßenverbindung in der Gegend ist der Riksvei 13. Die Straße durchquert den südlichen Seitenarm Høgsfjorden zwischen Stavanger im Westen und Tau im Osten im Straßentunnel Ryfylketunnel. Der Tunnel ist Teil des Straßenbauprojekts Ryfast.

## Landwirtschaft
Von der Nordsee wird er so abgeschirmt, dass seine Ostseite eines der bekanntesten Obstanbaugebiete Norwegens ist.